# Sợi trung gian

Cấu trúc của sợi trung gian

Sợi trung gian (IF) là các thành phần của bộ xương tế bào có thể được tìm thấy trong các tế bào của các loài động vật có xương sống, và có lẽ cũng có ở các động vật khác, nấm, thực vật và sinh vật đơn bào. Chúng bao gồm một họ các protein liên quan chia sẻ các đặc điểm cấu trúc và trình tự chung. Ban đầu, chúng được gọi là 'trung gian' vì đường kính trung bình (10 nm) lớn hơn vi sợi (actin) nhưng nhỏ hơn sợi myosin ở tế bào cơ. Tuy nhiên ngày nay, người ta hay so sánh đường kính của các sợi trung gian với vi sợi actin (7 nm) và vi ống (25 nm). Hầu hết các loại sợi trung gian là ở tế bào chất, nhưng một loại, các tấm lót màng nhân, là ở trong nhân. Không giống như vi ống, sự phân bố của sợi trung gian trong tế bào
không cho thấy mối tương quan tốt với sự phân bố của ty thể hoặc mạng lưới nội chất.

## Đặc tính sinh học
Sợi trung gian là những protein có tính biến dạng cao và có thể kéo giãn nhiều lần so với chiều dài ban đầu của chúng. Chìa khóa để tạo thuận lợi cho sự biến dạng lớn này là do cấu trúc phân tầng của chúng, tạo điều kiện cho việc kích hoạt liên tục các cơ chế biến dạng với các mức độ stress khác nhau. Đầu tiên, các xoắn alpha của các sợi đơn vị sẽ duỗi xoắn khi chúng bị kéo giãn, sau đó khi chúng tiếp tục bị kéo căng, chúng sẽ chuyển thành phiến gấp beta, và cuối cùng, nếu lực kéo vẫn tiếp tục tăng, liên kết hydro giữa các phiến gấp beta sẽ đứt gãy và các monome của sợi đơn vị sẽ trượt dọc theo nhau.

## Phân loại
Có khoảng 70 gen khác nhau mã hóa cho các protein của các sợi trung gian khác nhau. Tuy nhiên, các loại sợi trung gian khác nhau đều có chung các đặc tính cơ bản: Về tổng thể, tất cả chúng đều là các polyme có đường kính từ 9-11 nm sau khi lắp ráp hoàn chỉnh.
Sợi trung gian được phân thành sáu loại dựa trên sự tương đồng về trình tự amino acid và cấu trúc protein.